# La regina del peccato
La regina del peccato ( The Queen of Sin - Dangerous Seduction) è un film del 2018 diretto da Jean-François Rivard.

## Distribuzione
Il film è stato distribuito a partire dal 2018.